# Mustachim Iksanow
Mustachim Bielałowicz Iksanow (ros. Мустахим Белялович Иксанов, ur. 30 marca 1926, zm. 1991) – polityk Kazachskiej SRR.

## Życiorys
Od 1951 należał do WKP(b), 1952 ukończył Kazachski Instytut Rolniczy, od 1961 był funkcjonariuszem partyjnym, w tym od 1963 do 1966 I sekretarzem Komitetu Obwodowego KPK w Kyzyłordzie. Następnie (1966-1970) zastępca przewodniczącego Rady Ministrów Kazachskiej SRR, 1970-1971 I sekretarz Komitetu Obwodowego KPK w Dżambule, 1971-1975 sekretarz KC KPK, 1975-1986 I sekretarz Uralskiego Komitetu Obwodowego KPK, następnie na emeryturze. Od 9 kwietnia 1971 do 24 lutego 1976 członek Centralnej Komisji Rewizyjnej KPZR, od 5 marca 1976 do 25 lutego 1986 zastępca członka KC KPZR. Deputowany do Rady Najwyższej ZSRR 7, 8, 10 i 11 kadencji.